# Hôtel Ambos Mundos
L'hôtel Ambos Mundos (hôtel des deux mondes en espagnol) est un hôtel quatre étoiles de style colonial de 1923 de La Habana Vieja (centre historique de La Havane) à Cuba. Il devient un des hôtels les plus célèbres du monde lorsque l'écrivain américain Ernest Hemingway s'y installe à l'année entre 1932 et 1939.

## Historique
En 1923 cet hôtel est construit puis agrandi en 1930, à l’angle des rues Obispo et Mercaderes, principales artères animées de La Habana Vieja, centre historique de La Havane. Il se situe à quelques pas de la plaza de Armas, proche des principaux monuments historiques et touristiques du centre-ville.  

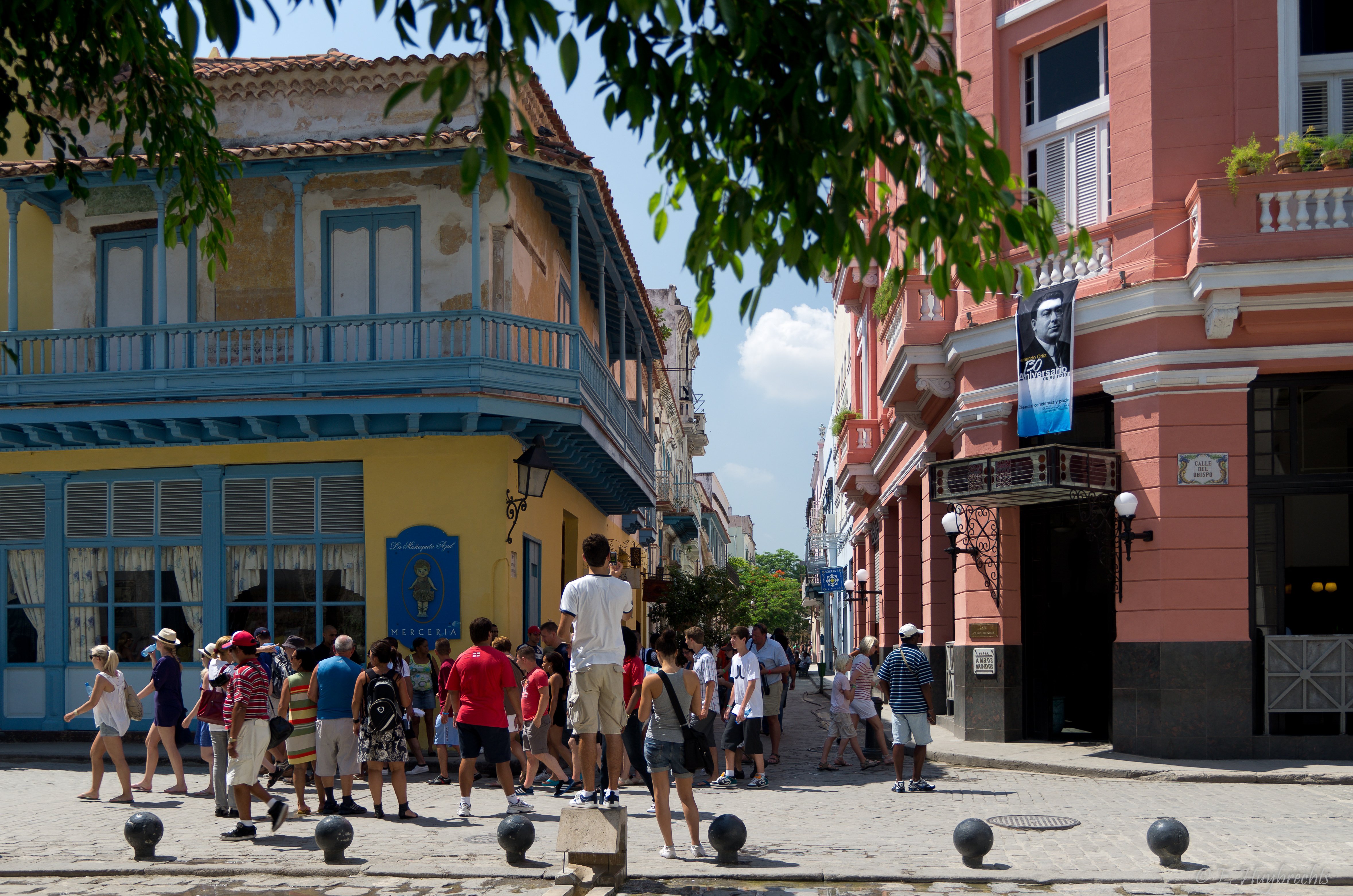
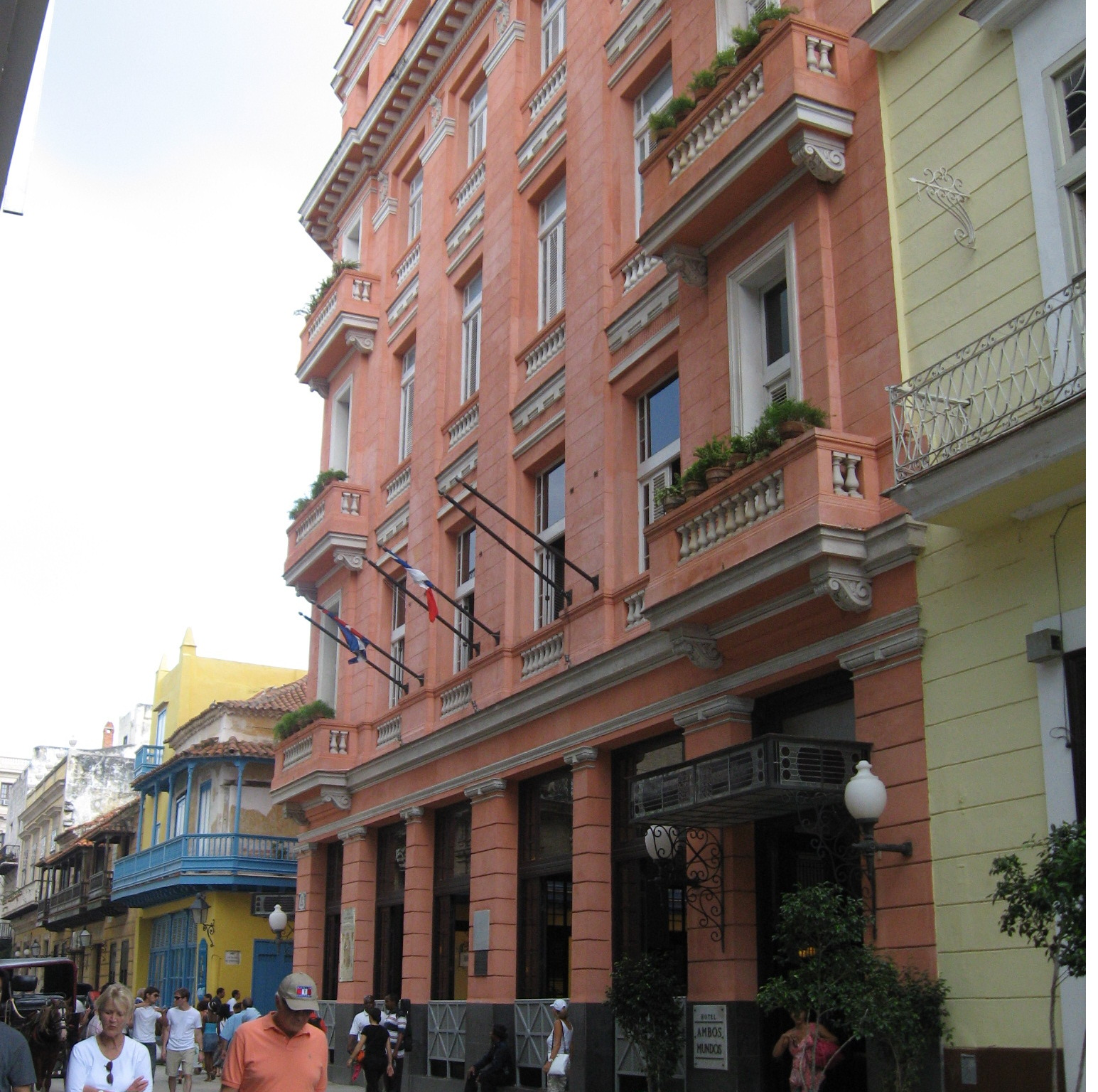

L'hôtel gagne une renommée internationale à la suite du coup de cœur pour La Havane d'Ernest Hemingway en 1928. La vie cubaine lui procure une grande énergie créatrice. Il est habitué à écrire dans des chambres d'hôtel, des bars, des lieux improbables, trimbalant partout avec lui sa machine à écrire portative. En 1932 il s'y installe à l'année dans la chambre 511, pour 1,50 dollar par jour, avec vue sur la mer, sur la cathédrale de La Havane et sur les toits de La Habana Vieja historique (inscrite au Patrimoine mondial en 1982), tout proche de ses bars de prédilections La Floridita et La Bodeguita del Medio. Il s'adonne intensivement à sa passion pour la pêche au gros avec son bateau de pêche Pilar, acheté en 1934 et amarré à Cojimar à 10 km de l'hôtel, avec les deux capitaine de navire Carlos Gutierrez, puis Gregorio Fuentes ... Entre 1932 et 1939, durant sept années entrecoupées de voyages dans le monde, il vit, compose et publie dans cet hôtel ses œuvres à succès Pour qui sonne le glas, En avoir ou pas, Les Neiges du Kilimandjaro, Les Vertes Collines d'Afrique ... Entre 1939 et 1960 il quitte l’hôtel pour emménager à la Finca La Vigía à 25 km de La Havane, sa maison cubaine devenue depuis musée Ernest Hemingway de Cuba ...   

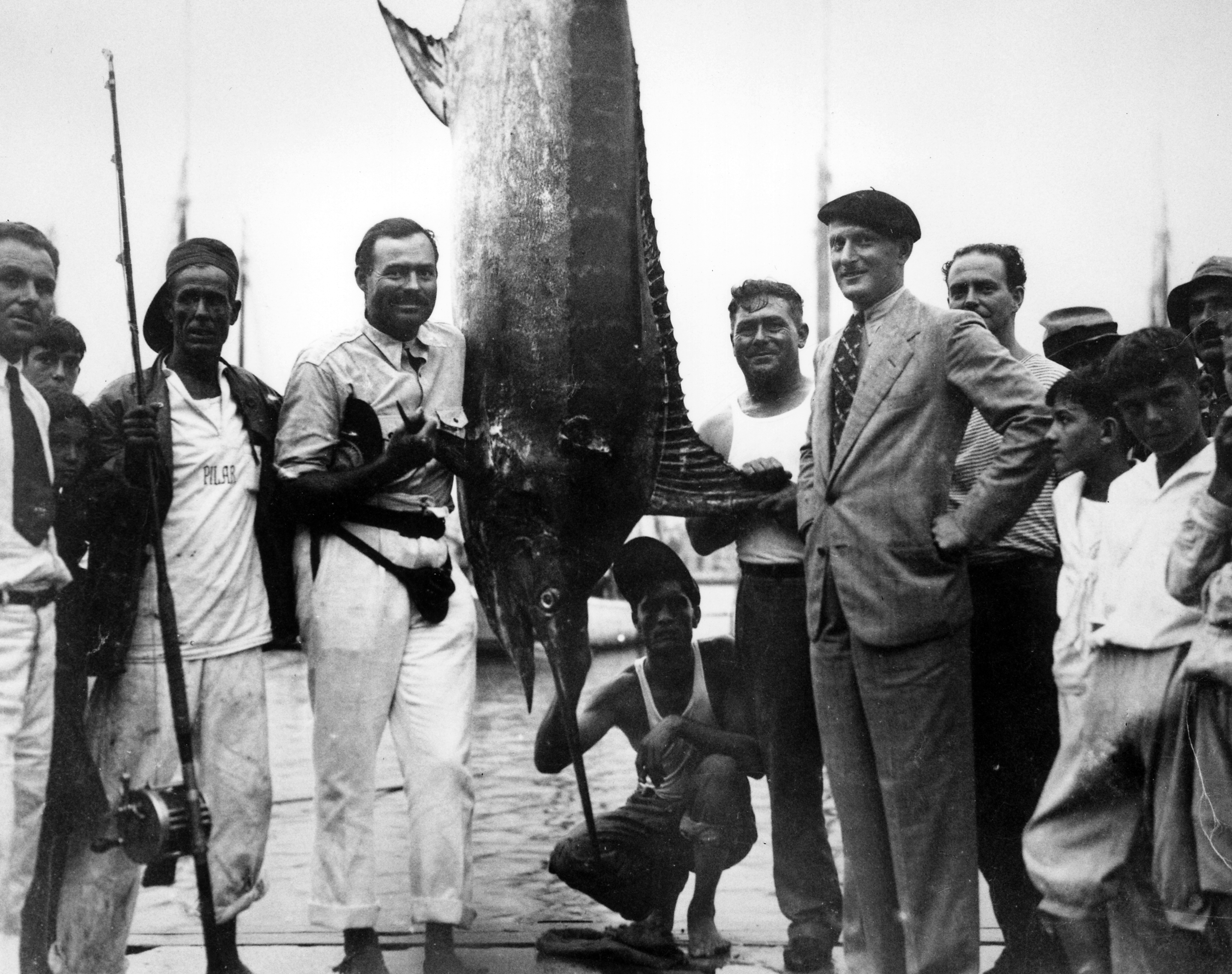
Ernest Hemingway et Carlos Gutierrez, capitaine du Pilar, son bateau de pêche au gros.
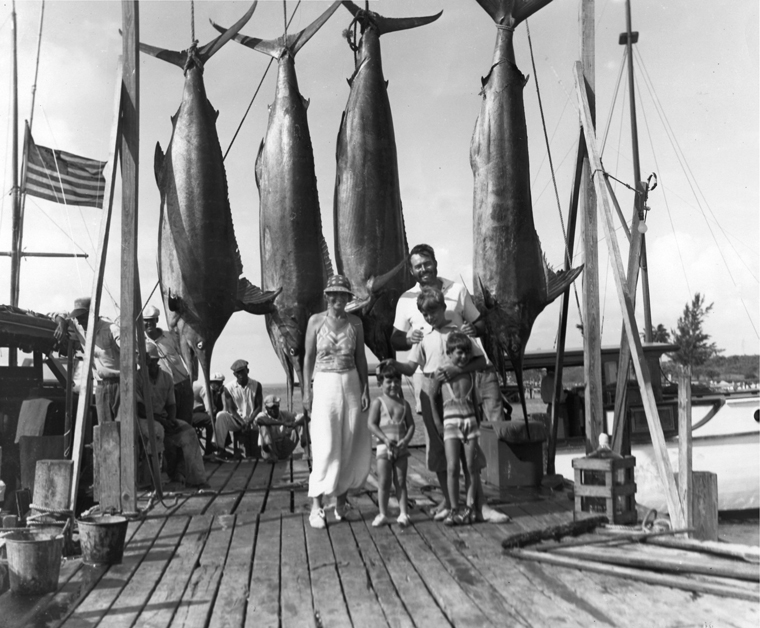
Hemingway, son épouse et ses trois enfants en 1935.
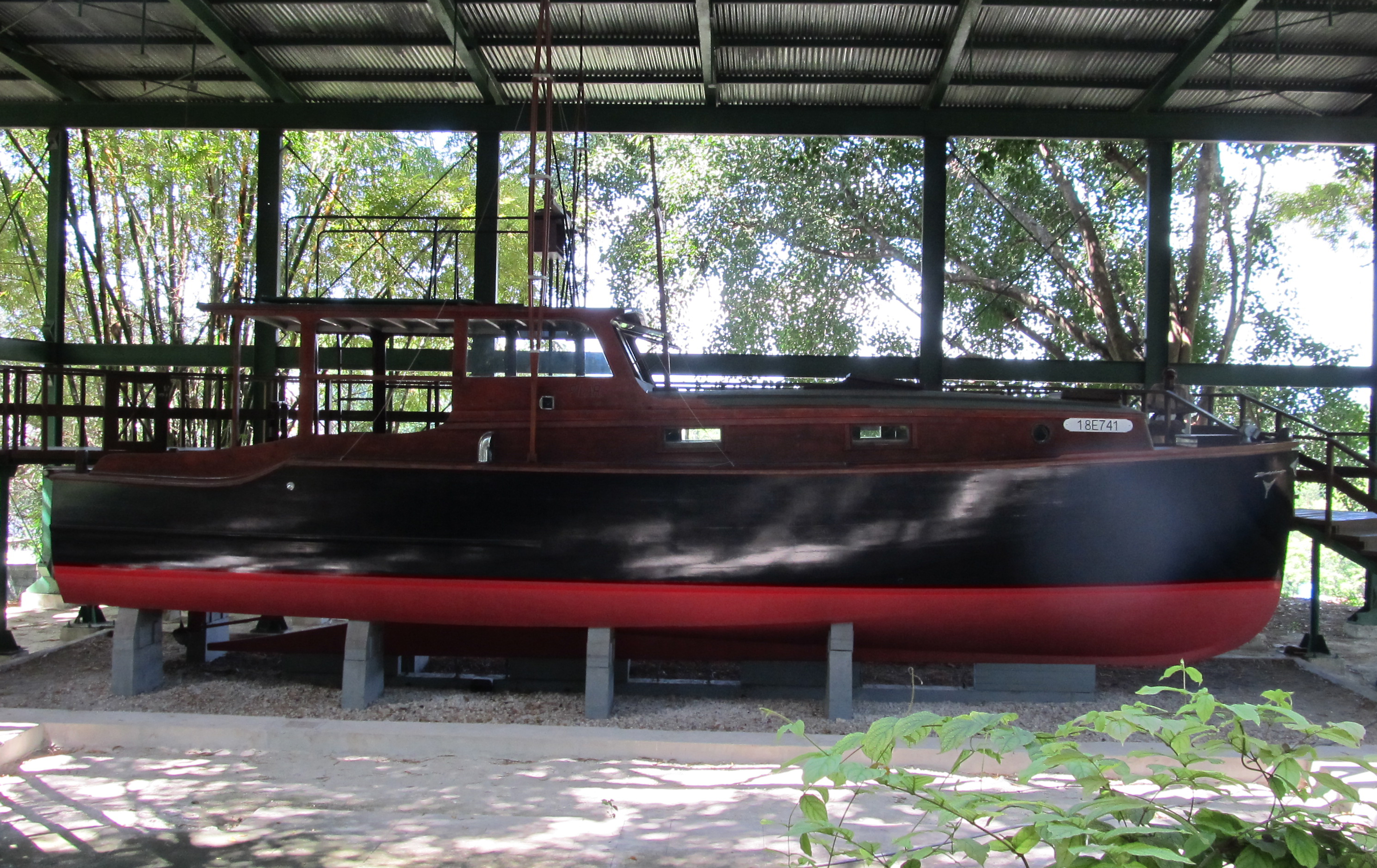
Le Pilar exposé au musée Ernest Hemingway de Cuba.

À ce jour, l’hôtel a conservé en partie son cachet initial, avec entre autres son hall en marbre, son bar, son restaurant-terrasse sur le toit avec vue panoramique sur la vieille Havane, sur le port et la baie de La Havane, son vieil ascenseur historique Otis des années 1930, la chambre 511 d'Hemingway « conservée en l'état depuis son départ », des photographies d'Hemingway, des expositions d’art cubain et sa scène de piano bar animée par des jazzmens et autres musiciens de musique cubaine ...

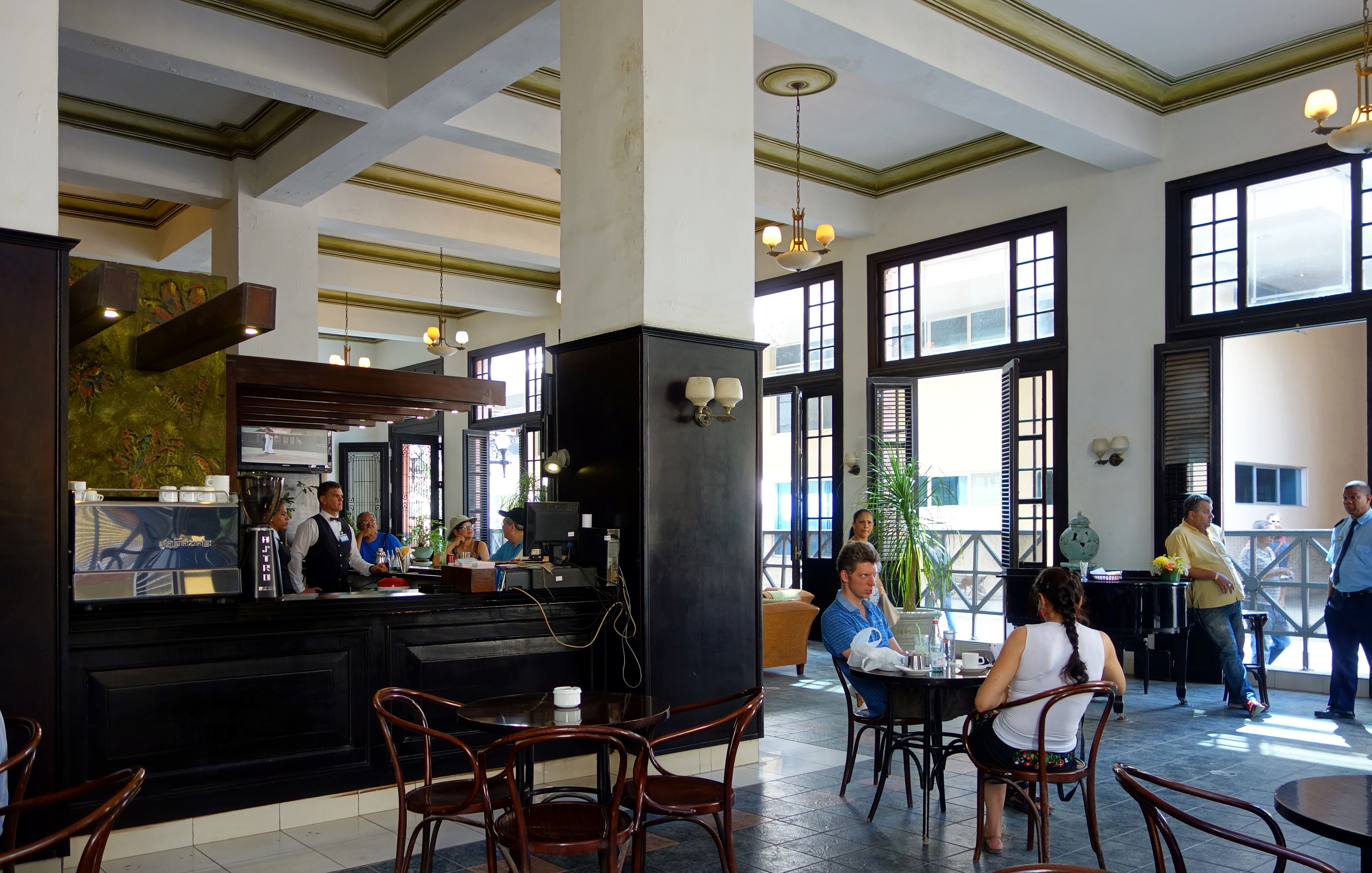
Bar
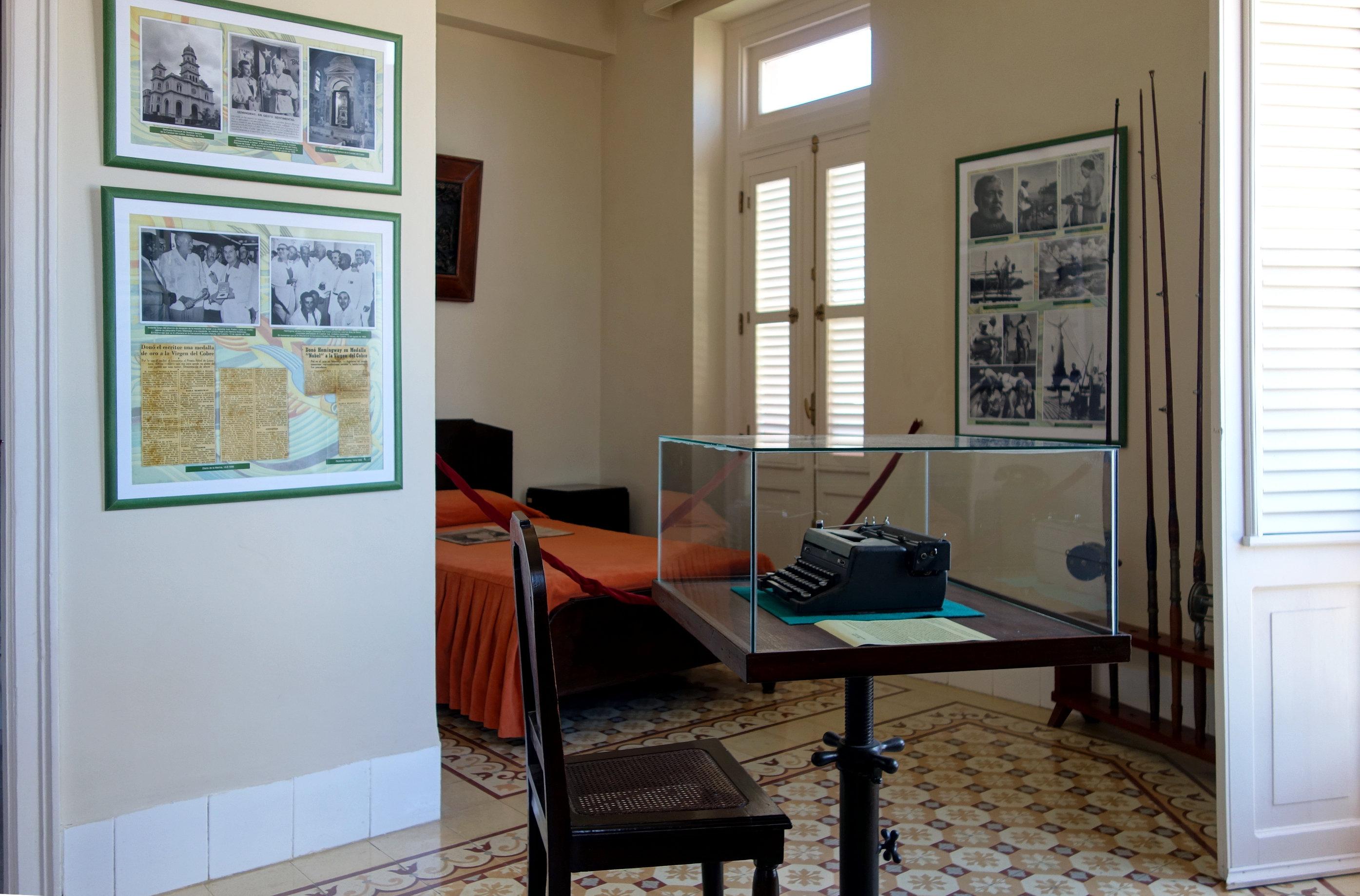
Chambre d'Hemingway
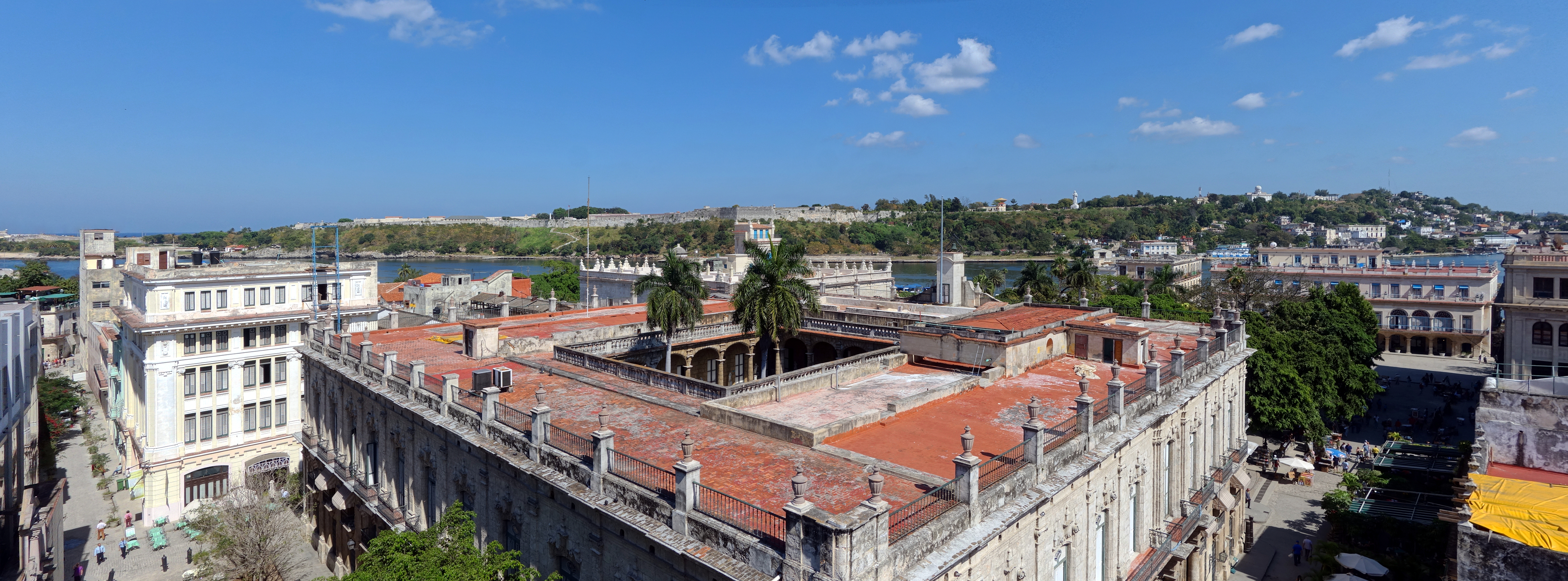
Vue de la terrasse sur le Palacio de los Capitanes Generales et la baie de La Havane